# Коморн

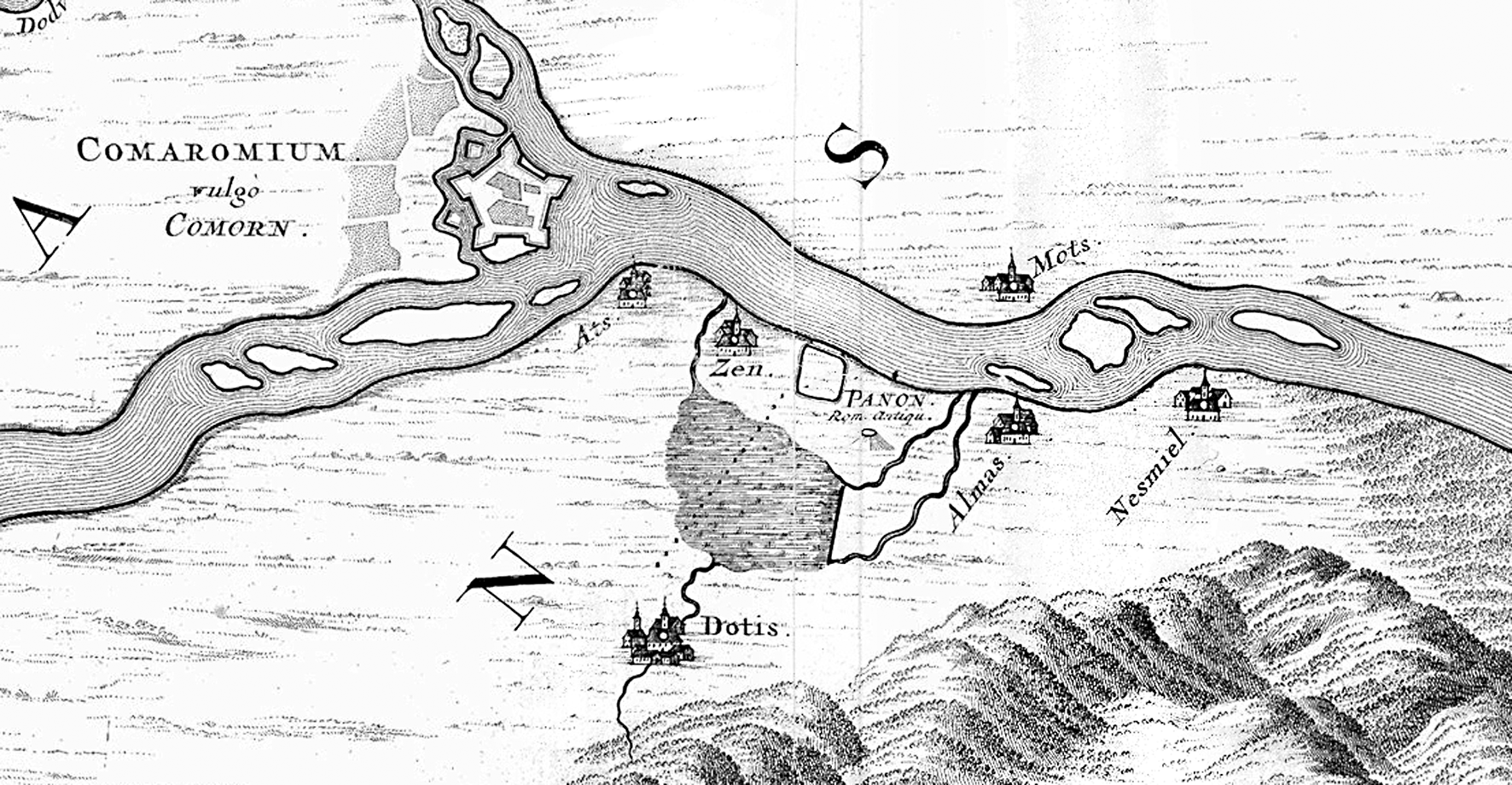
Карта Коморна (1726, Луиджи Фердинандо Марсильи)

Ко́морн (нем. Komorn) — историческое немецкое название города на обоих берегах Дуная. После Первой мировой войны этот город, ранее принадлежащий Австро-Венгрии, был разделён на два отдельных города: северная, бо́льшая часть Коморна, отошла к Чехословакии (в наши дни это Словакия) и получила название Комарно. Южная часть отошла к Венгрии, получив название Комаром. Оба города соединены железнодорожным и автомобильным мостами через Дунай.

## История

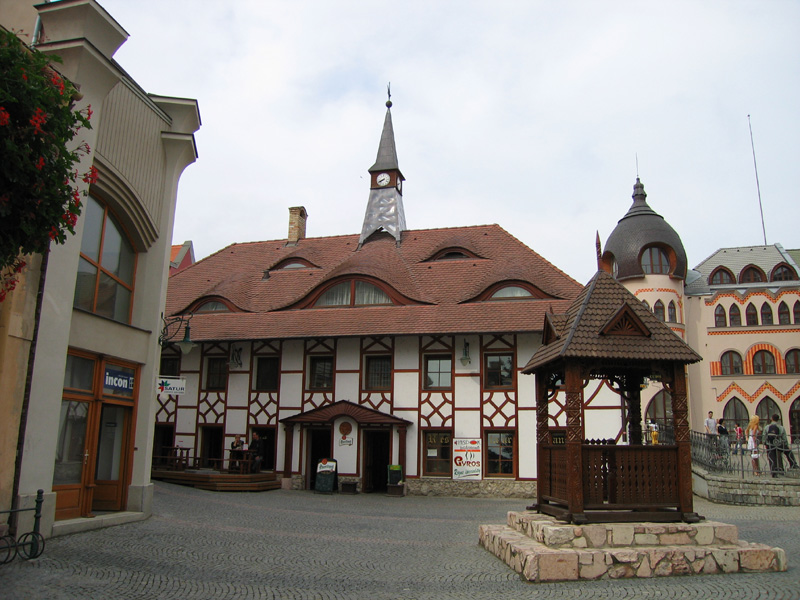
Старый город, Комарно

В I веке на месте Коморна возникло римское поселение Бригетио. В IV веке римляне были вытеснены варварами. В VI веке сюда проникают авары и славяне, в VIII веке территория, вероятно, стала частью Великой Моравии. В IX веке здесь появились венгры, и уже в X веке здесь сооружена первая венгерская крепость Комаром, столица одноимённого комитата. Первое упоминание о ней встречается в 1075 году.

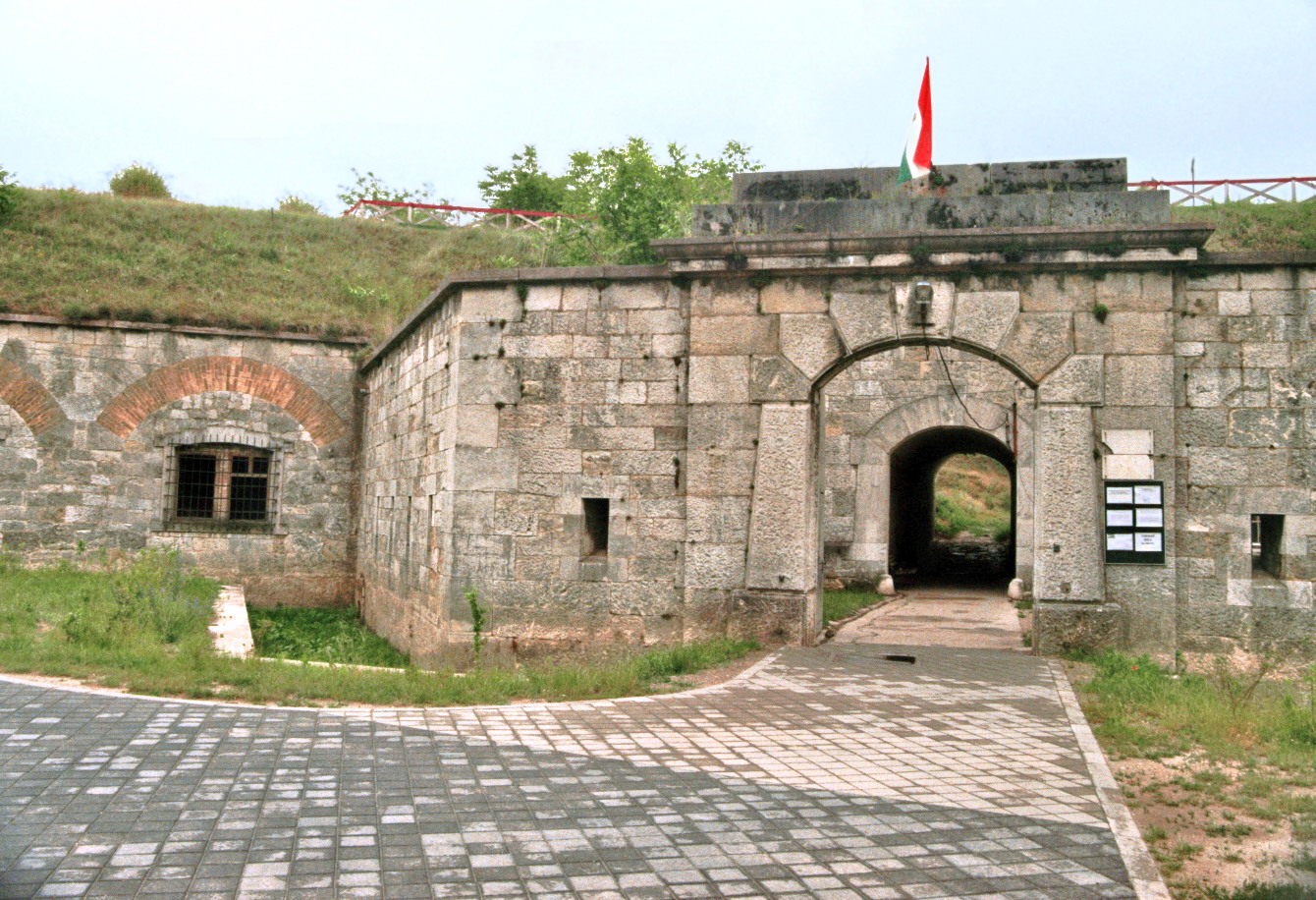
Вход в крепость Игманд, Комаром

В 1265 году Бела IV даёт поселению городские права. В XVI веке во время войн с Османской империей в Коморне построено мощное укрепление — «Старая Крепость». В XVII веке сооружена «Новая Крепость». Коморн никогда не был взят турками. После прекращения войн с XVIII века Коморн/Комаром становится одним из самых процветающих городов Австрии.
В 1745 году Мария Терезия предоставила Коморну права свободного королевского города. Во время революция 1848—1849 годов в Венгрии район крепостей стал ареной нескольких сражений повстанцев с австрийской армией.
В 1870 году здесь достраивается современная крепость, одна из важнейших в Австро-Венгрии. В 1898 году в городе был основан судостроительный завод.
В 1918—1920 году город был разделён по течению Дуная между Чехословакией и Венгрией.

## Знаменитые уроженцы
- 1440: Ладислав Постум
- 1825: Мор Йокаи
- 1870: Франц Легар
- 1873: Теодор Кёрнер
- 1946: Айван Райтман